# 大不列顛島

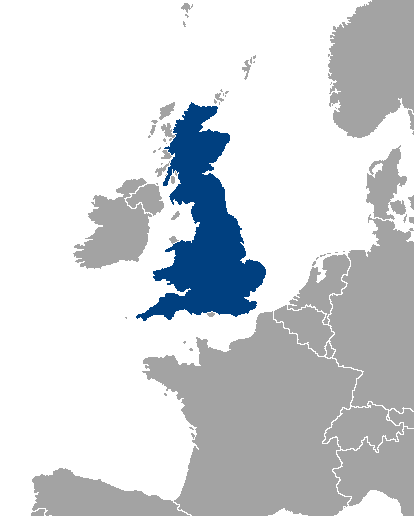
地理位置與範圍

大不列颠岛（英語：Great Britain）是一个位于欧洲西北部的岛屿，面積209,331平方公里，是全世界第九大岛屿，也是不列颠群岛最大的岛屿。2008年中统计人口共5,960万，在各岛屿中排名第三，仅次于印尼的爪哇岛和日本的本州岛。
整个岛屿都是英国的領土，并且為構成英國领土的絕大部分，所以“大不列颠”有时被用来指代整个联合王国。英格兰、苏格兰和威尔士以及它们的首府伦敦、爱丁堡及加的夫都在岛上。

## 地理范围
大不列颠岛位于欧洲大陆西北，爱尔兰岛以东，因北海和英吉利海峡而与欧洲大陆分离，与大陆最近距离32公里，位置在多佛尔海峡。岛周围环绕着超过1000座的小岛。

## 行政归属

英格兰
苏格兰
威尔士

行政上所称的大不列颠，包括英格兰、苏格兰和威尔士三个国家，故而除大不列颠岛本岛外，还包括周边的众多附属岛屿，例如怀特岛、设德兰群岛，但不包括马恩岛（曼島）和海峡群岛。后两者不属于联合王国，而是英国王室属地，分别拥有独立的司法和税务系统。

## 历史
根据考古发现，英国（大不列顛島）在旧石器时代，已有先民居住，至于他们是否就是现今英国人的祖先，还没有定论。新石器时代，凯尔特人定居。虽然，语言学家把英语和德语歸入到印歐語系日耳曼語族，可是，自公元1066年，诺曼征服，諾曼人带来的法语痕迹，在今天的英语中随处可见。

## 都市

### 首府
- 英國首都與英格兰首府：伦敦
- 苏格兰：爱丁堡
- 威尔士：加的夫

### 其他主要城市
其他人口超过30万的城市：
伯明翰、格拉斯哥、利物浦、利兹、谢菲尔德、碧仙桃、曼彻斯特、莱斯特、考文垂、赫尔河畔金斯顿。

### 引用
1. ↑  .   [2009-11-07]. （原始内容存档于2018-02-20）.
2. ↑  . National Statistics Online. Newport, Wales: Office for National Statistics. 27 August 2009  [25 October 2009]. （原始内容存档于2002-12-02）.
3. ↑   （页面存档备份，存于）称，803个岛屿在Ordnance Survey地图上有可辨识的海岸线，另外近千个岛屿过小而只能在地图上以点表示。
4. 1 2  . Direct.gov.uk.   [2008-10-11]. （原始内容存档于2008-11-15）.
5. ↑  Ademuni-Odeke. . Martinus Nijhoff Publishers. 1998: 367. ISBN 9041105131.